# Володарський Матвій Ізраїлевич
Матвій Ізраїлевич Володарський (30 червня 1908–1991) — український радянський кінорежисер, сценарист, педагог.

## Життєпис
Народився у Білій Церкві.  Закінчив драматичну студію в 1925 році. У 1930-х роках працював у Театрі Робітничої молоді (ТРАМі) в Києві, викладав у музично-драматичному інституті імені М. Лисенка. 1937 року закінчив режисерський факультет кіноакадемії. До початку німецько-радянської війни працював на Київській студії художніх фільмів. Потім — на «Ленфільмі».
Як кінорежисера та автор сценарію, у співавторстві з Ярославом Головановим, у 1973 році зняв документальний фільм про Сергія Корольова «Головний конструктор» (ТО «Екран»). Цей фільм є першим офіційним документальним фільмом про Сергія Корольові. За документальний фільм «Анна Павлова» отримав приз «Кришталевий глобус».
Жив у Москві, за адресою вул. Руднева, будинок № 11, квартира 77.

## Фільмографія

### Режисер
- 1938 — Щасливе дитинство (короткометражний)
- 1939 — Кубанці
- 1945 — Парад молодості (документальний чорно-білий стереоскопічний фільм)
- 1948 — Сонячний край (документальний чорно-білий стереоскопічний фільм)
- 1949 — Під блакитним куполом (документальний кольоровий стереоскопічний фільм)
- 1956 — Ми тут живемо (разом з Шакеном Аймановим)
- 1957 — Безсмертна пісня
- 1960 — Беззахисна істота (короткометражна) за оповіданням Антона Чехова «Беззахисна істота»
- 1969 — Перша орбітальна (документальний фільм)

### Сценарист
- 1960 — Беззахисна істота (короткометражна)